# Sơn Viên
Sơn Viên is een xã in het district Nông Sơn, een van de districten in de Vietnamese provincie Quảng Nam. Sơn Viên heeft ruim 3200 inwoners op een oppervlakte van 25,17 km².
Sơn Viên ligt in het noordoosten van het district. Het grenst in het oosten aan Quế Sơn en in het noorden aan Duy Xuyên.